# Coenonympha forsteri
Coenonympha forsteri är en fjärilsart som beskrevs av Forster 1961. Coenonympha forsteri ingår i släktet Coenonympha och familjen praktfjärilar. Inga underarter finns listade i Catalogue of Life.